# Manuela Juárez Iglesias
Manuela Juárez Iglesias (Andavías, 1941) es una química española, que desarrolla su área investigativa en la tecnología de los alimentos.

## Carrera científica
Se licenció en Ciencias Químicas en la Universidad de Salamanca, posteriormente hizo un doctorado en la Universidad Complutense de Madrid, en 1974 con la tesis: Estudios conformacionales en [alfa]-dicetonas.
Es profesora de investigación del Consejo Superior de Investigaciones Científicas (CSIC) y presidenta del Consejo Científico de la Fundación Instituto Madrileño de Estudios Avanzados-IMDEA Alimentación, vicepresidenta del Comité Asesor de Infraestructuras Singulares del Ministerio de Ciencia e Innovación, miembro del Consejo Científico de la Agencia Española de Seguridad de Alimentos y Nutrición, del Comité Científico y Técnico de la Fundación García Cabrerizo, del Comité Nacional Lechero y del Consejo Científico del Instituto Danone.
Fue gestora del Programa de Tecnología de Alimentos del Plan Nacional, coordinadora del área de Tecnología de Alimentos de la ANEP, directora y vicedirectora del Instituto del Frío del CSIC, subdirectora general de Programación, Seguimiento y Documentación Científica del CSIC y Vicepresidenta de Ciencia y Tecnología del CSIC.
Ha desarrollado su actividad investigadora en el CSIC en el área de Tecnología de Alimentos, con dedicación sobre todo en el campo de lípidos lácteos y recientemente a alternativas para incrementar el perfil de ácidos grasos saludables de la grasa de leche.
Colaboró en la elaboración de numerosos informes alimentarios dentro del Comité Científico de la Agencia Española de Seguridad Alimentaria y Nutrición (AESAN). Destaca el informe acerca de proteínas lácteas, alergias y sus métodos de análisis. En dicho informe se reconoce la leche como el primer antígeno alimentario ya que, en su composición proteica, existen varias proteínas con potencial alergénico. Se indican las pautas a seguir en la dieta así como el tratamiento más adecuado que, a día de hoy, es la eliminación de cualquier alimento que contenga leche en su composición. Otros informes versan acerca de los riesgos asociados a la presencia en alimentos de ácidos grasos trans, presencia de N-nitrosaminas en productos cárnicos, etc.
Fue la primera mujer que recibió el Premio Castilla y León de Investigación Científica y Técnica, en 2014.
En 2018 fue incluida en la Tabla Periódica de las Científicas para conmemorar en el 2019 el Año Internacional de la Tabla Periódica de los Elementos Químicos, por celebrarse el 150.º aniversario de la publicación de Mendeléyev. En esta Tabla periódica están reconocidas científicas de todo el mundo y las españolas, María Blasco, María Ángeles Alvariño González, Dorotea Barnés González, Pilar Bayer, Pilar Carbonero, Maria Antònia Canals, María Andrea Casamayor, Fátima de Madrid, Antonia Ferrín Moreiras, Gertrudis de la Fuente Sánchez, Rosa María Menéndez López, Gabriela Morreale, Susana Marcos Celestino, María Martinón Torres, Felisa Martín Bravo, Ángela Nieto, Teresa Rodrigo Anoro, Ángela Ruiz Robles, Alicia Sintes, Margarita Salas, María Vallet Regí, Isabel Zendal Gómez.

## Obra
- Experiencias en alimentos funcionales de leche de oveja (Miguel Ángel de la Fuente Layos, Manuela Juárez Iglesias)Tierras de Castilla y León: Ganadería, 1889-0784, Nº. 181, 2011 , p. 88-95
- Complementación en la dieta de ovejas lecheras con aceite de soja (Gonzalo Hervás Angulo, Pilar Gómez Cortés, Pilar de Frutos Fernández, Manuela Juárez Iglesias, Ángel Ruiz Mantecón, Miguel Ángel de la Fuente Layos)Albéitar: publicación veterinaria independiente, 1699-7883, Nº. 121, 2008, p. 52-54
- Chromatographic techniques to determine conjugated linoleic acid isomers (Pilar Luna, Manuela Juárez Iglesias, Miguel Ángel de la Fuente)Trac - trends in analytical chemistry, 0165-9936, Vol. 25, Nº 9, 2006, págs. 917-926

## Tesis doctorales dirigidas
- Contribución al estudio de la fracción lipídica de la leche de oveja (2003).
- Balance salino de las leches de oveja y cabra y su incidencia en la aptitud tecnológica (1996).
- Estudio del polimorfismo de las proteínas de leche de oveja de las razas manchega y segureña (1993).
- Efecto del proceso de congelación sobre las características de queso semiduro de oveja (1991).

## Premios y reconocimientos
- 1996: Premio de Investigación de la Fundación CEOE.[7]
- 2006: Medalla de Honor al Fomento de la Invención de la Fundación García Cabrerizo.[7]
- 2009: Placa de la Federación de Industrias Lácteas por la labor de divulgación del Valor Nutritivo de la Leche y los Productos Lácteos.
- 2009: Premio Internacional Hipócrates de Investigación Médica sobre Nutrición Humana de la Real Academia de Medicina del Principado de Asturias.[8]
- 2010: Premio International Dairy Federation Award 2010, que concede la Federación Internacional de Productos Lácteos, entregado en Nueva Zelanda.[9]
- 2014: Premio Castilla y León de Investigación Científica y Técnica.[10]
- 2018: Inclusión en la Tabla Periódica de las Científicas.[11]
- 2021: Premio "Zamorana ilustre" de la Fundación Científica Caja Rural de Zamora.[12]
- 2022: El municipio de Andavías (Zamora) nombró hija predilecta a Manuela Juárez Iglesias.[13]
- 2022: Premio eWoman Zamora 2022-Trayectoria Profesional.[14]